# Tuolpajärvi (sjö i Enare, Lappland, Finland)
Tuolpajärvi eller Tuolpujärvi är en sjö i Finland. Den ligger i kommunen Enare i landskapet Lappland, i den norra delen av landet, 1 000 km norr om huvudstaden Helsingfors. Tuolpajärvi ligger 122,6 meter över havet. Arean är 31,3 hektar och strandlinjen är 3,5 kilometer lång. Sjön  ingår i Pasvik älvs huvudavrinningsområde. 